# Tunel Tuhobić
Tunel Tuhobić je dálniční tunel v Chorvatsku. Je součástí dálnice A6. S délkou 2 143 m je nejdelším tunelem na dálnici A6 a sedmým nejdelším tunelem v Chorvatsku. Je pojmenován podle hory Tuhobić (1 109 m) v pohoří Gorski Kotar, kterou překonává v nadmořské výšce 700 m. Nachází se společně s tunely Hrasten a Vrata mezi dálničními exity 5 (Vrata) a 6 (Oštrovica), na pomezí regionu Gorski Kotar a Chorvatského Přímoří. Používání tunelu je vzhledem k jeho poloze na dálnici placené.

## Výstavba
Výstavba prvního tubusu začala v roce 1996 a skončila v roce 1997 spolu s výstavbou některých úseků na dálnici mezi Záhřebem a Rijekou. Jelikož byla celá dálnice A6 původně naplánována pouze v jednom profilu, téměř deset let nebyla zahájena stavba druhého tubusu. Ta byla zahájena až v srpnu roku 2006, dokončena byla v srpnu roku 2007, druhý tubus byl však zcela otevřen až 22. října 2020.

## Bezpečnost
Tunel byl dvakrát testován Evropským programem pro posuzování tunelů (EuroTAP) pro jeho bezpečnost, a to v letech 2004 a 2009. Výsledky z roku 2004 nebyly dobré, avšak v roce 2009 po aplikaci bezpečnostních doporučení EuroTAPu byl tunel Tuhobić označen jako druhý nejbezpečnější tunel v Evropě.

## Provoz
Tunelem průměrně denně jezdí 12 413 vozidel, v létě až 20 891, a to vzhledem k tomu, že velké množství turistů cestuje přes tunel do letovisek na Istrii a u Kvarnerského zálivu.